# Gallina andaluza azul

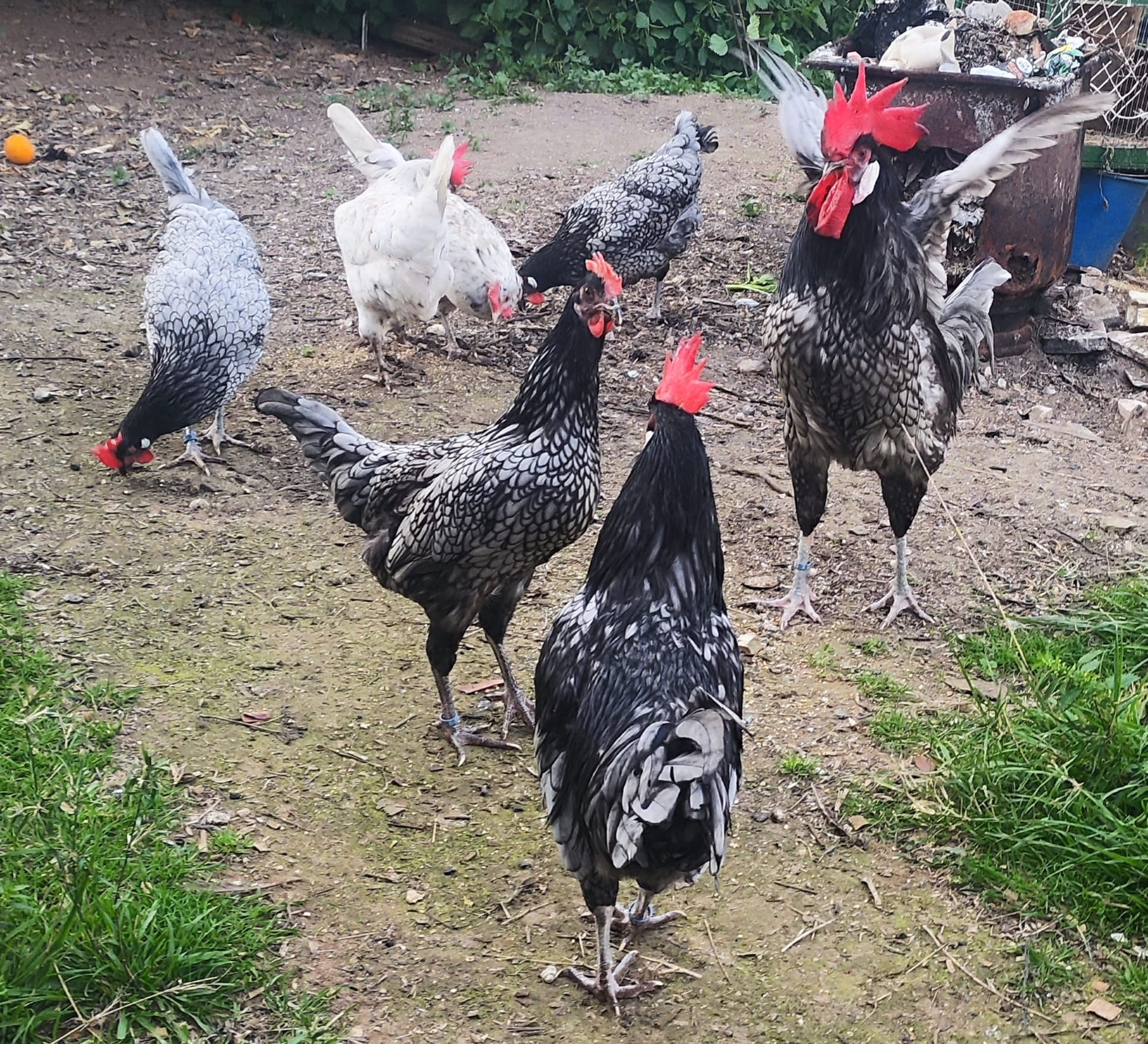
Grupo de gallinas andaluzas azules.

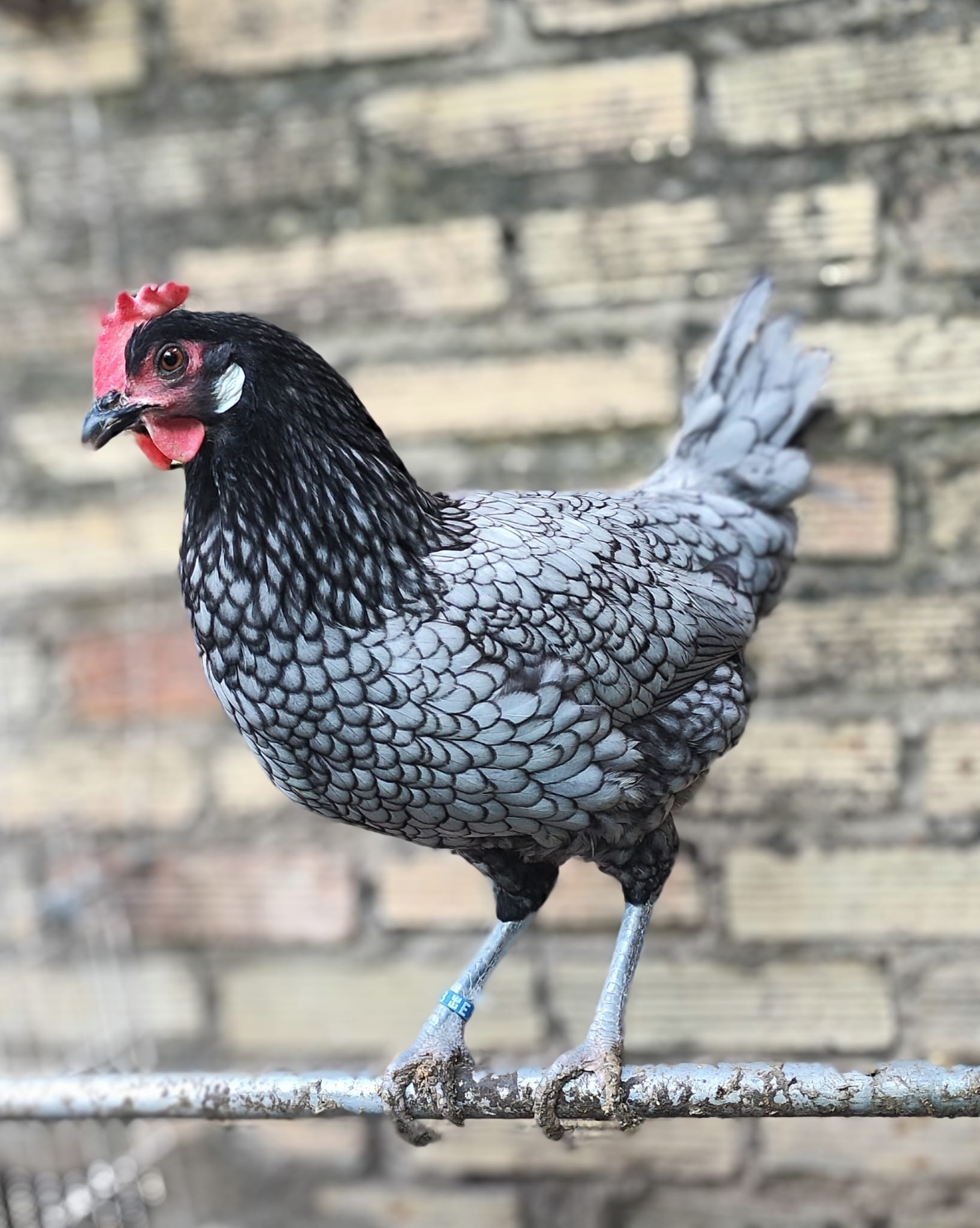
Ejemplar de gallina andaluza azul.

La gallina andaluza azul es una raza de ave de corral española, originaria de la comunidad autónoma de Andalucía.

Es una gallina originaria de Andalucía, la única que lleva la denominación "andaluza" en su nombre. Sin embargo, en la comunidad existen otras razas reconocidas oficialmente como la gallina utrerana o el gallo combatiente español, la gallina sureña, la Moñuda Antigua o La Tufona Antigua.  
Esta raza de gallina es ampliamente conocida y criada en el mundo anglosajón y conocida en inglés, como Andalusian o Blue andalusian. Es una raza de gallina seleccionada a mediados del siglo XIX por criadores ingleses y reconocida por la American Poultry Association en 1874 y 1960, en ambos casos con plumaje gris (llamado en inglés blue y frecuentemente traducido literalmente como "azul"). Aunque es una raza española autóctona de Andalucía, lo cierto es que fueron criadores ingleses los que mejoraron determinadas características de la raza con gallinas que llevaron de Andalucía a Inglaterra muy posiblemente desde Cádiz o Gibraltar.
Aunque el único color que reconoce la American Poultry Association es el "azul", cuando se cruzan dos gallinas "azules" se obtiene descendencia "azul", blanco manchado o ceniciento y negro, en proporción 50%, 25% y 25% respectivamente. Es decir, el único color reconocido por la asociación es el resultante de la combinación heterocigótica o híbrida de los genes.
Son gallinas de plumaje prieto y de carácter activo. Son buenas ponedoras, su huevo es de color blanco y suelen poner 165 al año, con un peso de entre 70 y 80 gr.

## Desarrollo y características internacionales

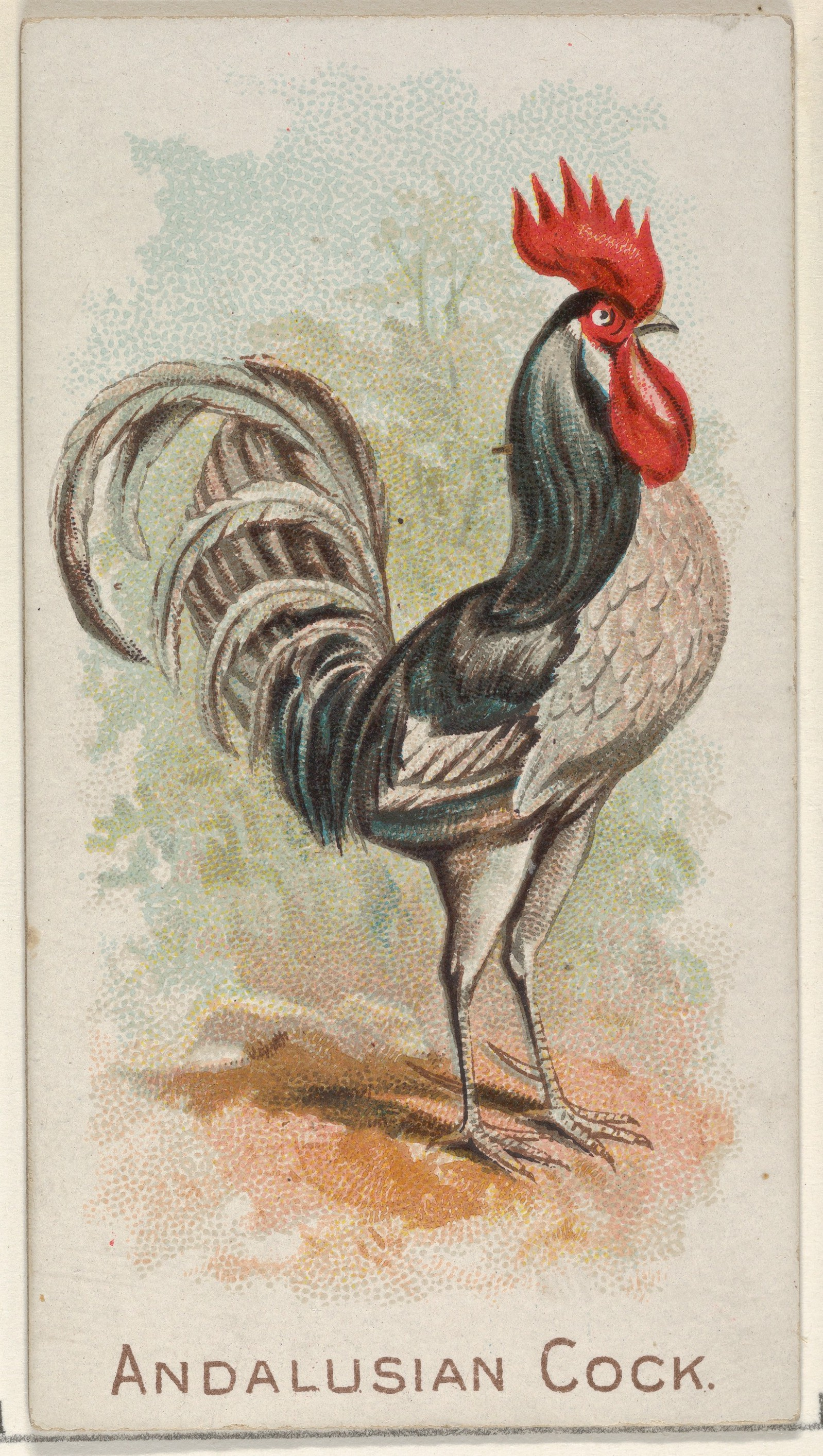
La Gallina Andaluza Azul de España en el Museo Metropolitano de Nueva York

- Origen:  Aunque la gallina andaluza azul es una raza autóctona de Andalucía, fue en Inglaterra donde se seleccionó y mejoró, especialmente en el siglo XIX, por criadores ingleses.
- Nombre internacional:  En 1874 la Asociación Americana de Avicultura la clasificó como de tipo mediterráneo, mientras que en 1960 lo hizo como una gallina con la cresta sencilla y con las patas sin plumas (single comb clean legged). La raza es reconocida mundialmente como "Blue Andalusian", lo que evidencia su presencia y reconocimiento fuera de España. Es, no obstante una gallina originaria de Andalucía, la única que lleva la denominación "andaluza" en su nombre por el momento y que está inscrita como ave autóctona de España. Sin embargo, en la comunidad andaluza existen otras razas reconocidas oficialmente como la gallina utrerana o el gallo combatiente español y las gallinas Antiguas Moñudas y Antiguas Tufonas Andaluzas.

- Reconocimiento:  La American Poultry Association la reconoció en 1874 y 1960, lo que demuestra su difusión y aceptación en el ámbito internacional. Esta raza[3] de gallina es ampliamente conocida y criada en el mundo anglosajón y conocida en inglés, como Andalusian o Blue andalusian. Es una raza de gallina seleccionada a mediados del siglo XIX por criadores ingleses y reconocida por la American Poultry Association en 1874 y 1960, en ambos casos con plumaje gris (llamado en inglés blue y frecuentemente traducido literalmente como "azul"). Aunque es una raza española autóctona[4] de Andalucía, lo cierto es que fueron criadores ingleses los que mejoraron determinadas características de la raza con gallinas que llevaron de Andalucía a Inglaterra muy posiblemente desde Cádiz o Gibraltar.
- Colores:  La raza presenta diferentes colores, pero el "azul" (gris azulado) es el más reconocido internacionalmente y el único aceptado por la American Poultry Association y en los concursos de la EE (Entente Européenne). Se está trabajando en el plano de la Federación Española de Avicultura, Colombicultura y Cunicultura de Raza de para el reconocimiento de las modalidades de color de pluma Negra y Blanca salpicada.
- Uso:  Aunque es una raza de doble propósito (carne y huevos), su belleza y características la han convertido en una raza ornamental y de exposición muy popular en muchos países y sobre todo en España.

Importancia de la raza:
- Patrimonio andaluz:  A pesar de su desarrollo en Inglaterra, la gallina andaluza azul sigue siendo un símbolo de la avicultura andaluza y española.
- Diversidad genética:  La raza aporta diversidad genética al panorama avícola mundial, siendo una de las razas más destacadas en el ámbito de las gallinas ornamentales.
- Conservación:  La raza se encuentra en peligro de extinción en España, por lo que se están llevando a cabo esfuerzos de conservación para protegerla. Desde el año 2007[2] está reconocida como raza española en el Catálogo Oficial de Razas de Ganado de España del Ministerio de Agricultura, Pesca y Alimentación y catalogada como raza autóctona en peligro de extinción.[5] Además, la Federación Española de Avicultura, Colombicultura y Cunicultura de Raza reconoce como raza independiente a la variedad enana de esta gallina, la gallina andaluza azul enana.[6]